# Гай Юний Бубулк Брут
Вижте пояснителната страница за други личности с името Гай Юний Бубулк Брут.
Гай Юний Бубулк Брут (на латински: Gaius Iunius Bubulcus Brutus) e политик на Римската република.

## Политическа кариера
През 317 пр.н.е. той е консул с Квинт Емилий Барбула и превзема апулската крепост Форентум. През 313 пр.н.е. е отново консул с Луций Папирий Курсор и завладява Нола и други два града в Кампания.
През 312 пр.н.е. той е magister equitum на диктатор Гай Сулпиций Лонг. Бие се против етруските. През 311 пр.н.е. е за трети път консул с Квинт Емилий Барбула. Той превзема Бовианум, столицата на самнитите. За успехите си получава триумф. Той подписва договор за построяване на обещания от него храм на богинята Салус.
През 309 пр.н.е. е magister equitum на диктатор Луций Папирий Курсор. През 307 пр.н.е. е цензор с Марк Валерий Максим Корвин. Двамата строят пътища в околностите на Рим.
През 302 пр.н.е. става диктатор с magister equitum Марк Тициний и има победа против еквите, за което получава триумф. Тази година той освещава храма на Салус, изрисуван отвътре от патриция Гай Фабий Пиктор.